# Koppakking

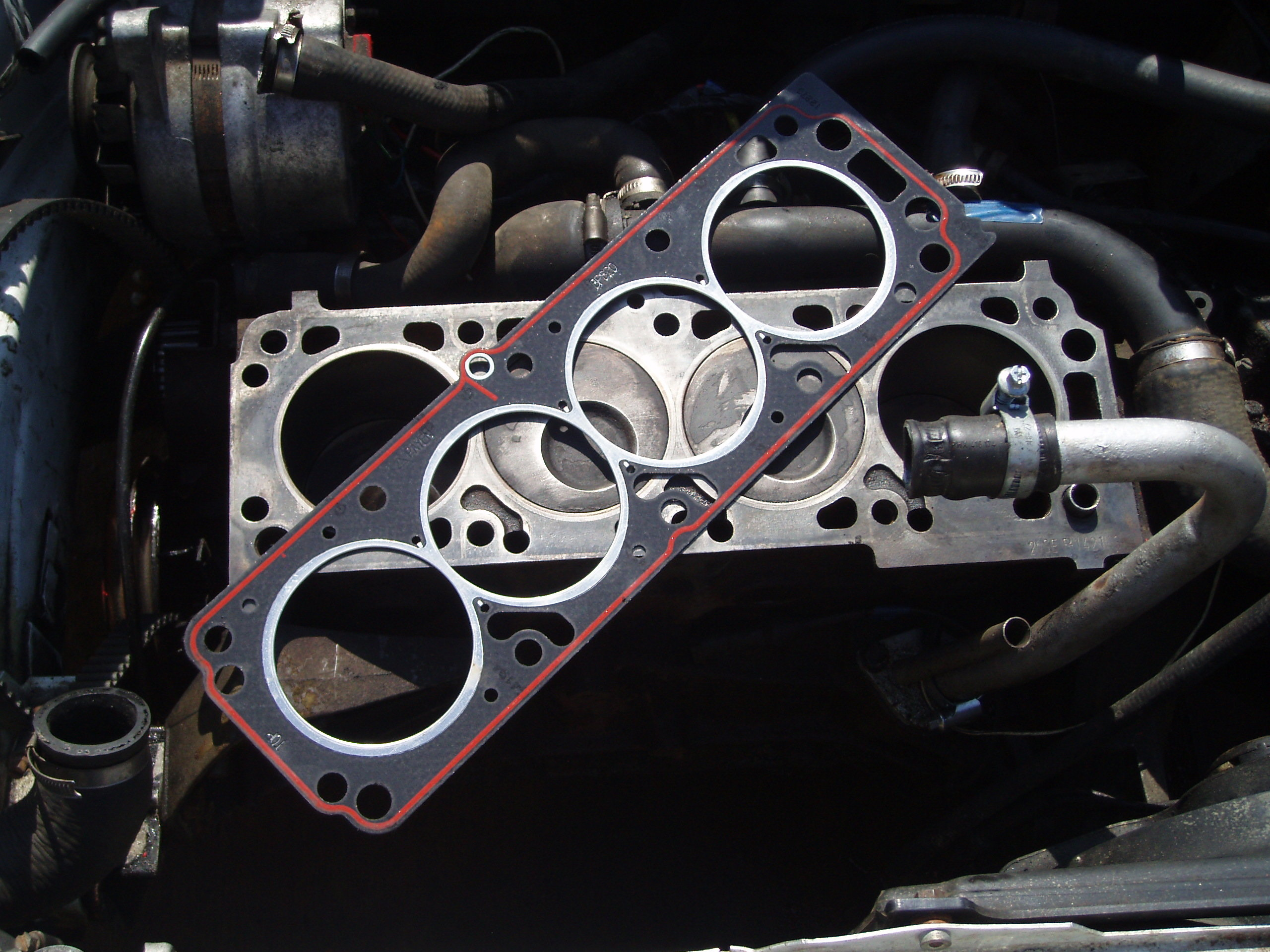
Koppakking

Een koppakking (in Vlaanderen ook wel met de Franstalige term joint de culasse aangeduid) is een afdichting die zich bevindt tussen het motorblok en de cilinderkop. Het nut van de afdichting in algemene zin is hetzelfde als die van een rubberen ring op een glazen weckpot: de vorming van een vloeistof- en gasdichte afdichting. Een koppakking moet daarenboven tegen hoge gasdrukken bestand zijn.
Door veroudering (corrosie) en gebruik vertoont een koppakking slijtage, zodat in de loop der jaren vervanging nodig zal zijn. De meest voorkomende lekkage is die tussen de verbrandingsruimte en een koelwaterkanaal. Een lekkende koppakking kan verschillende gevolgen hebben: van kleine olielekkage, minder vermogen door lagere compressie tot koelwaterverlies en oververhitting. Een lekke koppakking komt vrij veel voor, bij zowel benzine- als dieselmotoren en ongeacht de fabrikant van de motor. 
Vervanging is in theorie eenvoudig, maar kost in de praktijk vooral bij moderne auto's flink wat tijd, doordat veel onderdelen verwijderd moeten worden, voor de cilinderkop gedemonteerd kan worden. Zeker bij de moderne injectiemotoren is dat het geval. De kosten voor een reparatie zitten dan ook voor meer dan 95% in arbeidsloon. De koppakking zelf kost vaak maar enkele tientallen euro's. De bouten van de cilinderkop moeten aangedraaid worden met een momentsleutel, in meerdere stappen en in een door de fabrikant voorgeschreven volgorde.